# Nayemont-les-Fosses
Nayemont-les-Fosses – miejscowość i gmina we Francji, w regionie Grand Est, w departamencie Wogezy.
Według danych na rok 1990 gminę zamieszkiwało 830 osób, a gęstość zaludnienia wynosiła 93 osób/km² (wśród 2335 gmin Lotaryngii Nayemont-les-Fosses plasuje się na 421. miejscu pod względem liczby ludności, natomiast pod względem powierzchni na miejscu 672.).